# Мозг рассказывает
«Мозг рассказывает. Что делает нас людьми» — нехудожественная книга В. С. Рамачандрана 2010 года, в которой с точки зрения неврологии исследуется уникальность человеческой природы.

## Синопсис
Рамачандран обсуждает семь основных, с его точки зрения, концепций, определяющих человеческий аспект самости, и то, как каждая из них может быть нарушена конкретным неврологическим расстройством. Это следующие понятия: единство, непрерывность, воплощение, приватность, социальная встроенность, свобода воли и самосознание.
В первой главе Рамачандран рассказывает о способности человека меняться и адаптироваться, иллюстрируя эту концепцию на примере своей работы над фантомными конечностями. Во второй главе описываются некоторые из его работ по визуальному восприятию и познанию, рассматривается концепция человеческого сознания.
В третьей главе он связывает идеи о синестезии с творчеством. В четвёртой и пятой главах речь идет о зеркальных нейронах, а в шестой — о человеческой речи.
Рамачандран предлагает «девять законов эстетики», которые он обсуждает в седьмой и восьмой главах. Последняя, девятая глава «Обезьяна с душой» посвящена интроспекции и самосознанию человека.

## Отзывы
Книга «Мозг рассказывает» вошла в список бестселлеров Нью-Йорк Таймс (номер 32 в списке нехудожественной литературы в твердой обложке). Книга получила в основном положительные отзывы, при этом критика была направлена, в частности, на теории Рамчандрана о зеркальных нейронах. Книга получила премию Vodafone Crossword Book Award 2010 (нон-фикшен).
Невролог Оливер Сакс писал: «Никто лучше В. С. Рамачандрана не умеет сочетать точные, тщательные наблюдения с изобретательными экспериментами и смелым, авантюрным теоретизированием. Книга „Мозг рассказывает“ — это Рамачандран в его лучшем исполнении, глубоко интригующий и убедительный путеводитель по хитросплетениям человеческого мозга».
Ученый Аллан Снайдер сказал об этой книге: «Шедевр. Лучшая в своем роде и прекрасно написанная. Захватывающая история, развивающаяся до глубокого понимания того, что значит быть уникальным человеком. Рамачандран — первопроходец — Галилео нейрокогниции».
Психиатр Норман Дойдж дал следующую оценку этой книге:
Рамачандран — современный волшебник нейронауки. В книге «Мозг рассказывает» мы видим гения за работой, занимающегося необычными делами, многие из которых являются поворотными пунктами в развитии нейронаучных знаний. Мы видим его гипотезы, эксперименты, неудачи, прозрения, эксперименты, успехи. В этом чрезвычайно увлекательном рассказе мы видим, как эти захватывающие случаи сочетаются друг с другом, и как он использует их, чтобы объяснить с дарвиновской точки зрения, как наш мозг, хотя и произошел от мозга других животных, стал неврологически отличным и фундаментально человеческим.

### Рецензии на книгу
Джеймс Макконначи написал в Sunday Times:
Когда В. С. Рамачандран, один из самых влиятельных неврологов мира, хочет заглянуть в голову человека, он не тянется к скальпелю или магнитно-резонансному томографу. Вместо этого, подобно Шерлоку Холмсу (с которым его часто сравнивают), он улавливает странность в конкретном случае, а затем начинает приятный процесс дедукции, перемежающийся скачками захватывающей творческой мысли. Эта увлекательная книга рассказывает о знаменитых экспериментах, которые он проводил по всему миру и в передовом Центре мозга Калифорнийского университета, и объясняет, как они помогли разгадать работу человеческого разума.
Энтони Готтлиб, написавший в «Нью-Йорк Таймс», в целом рекомендовал книгу, но раскритиковал Рамачандрана за то, что тот не упомянул, насколько спорными являются некоторые из его идей о зеркальных нейронах:
Хотя Рамачандран признает, что его рассказ о значении зеркальных нейронов носит спекулятивный характер, он не скрывает, насколько он противоречив… Даже если зеркальные нейроны окажутся не столь важными, как думает Рамачандран — он уже предсказывал, что они сделают для психологии то же, что ДНК сделала для биологии, — книга полна других доказательств того, что нейронаука в последние годы добилась впечатляющего прогресса. Читая подобные рассказы о том, чем именно занимается наш мозг, можно прийти к обескураживающей мысли, что зачастую он гораздо умнее, чем кажется его владельцам.

Философ Колин МакГинн высоко оценил книгу в New York Review of Books, несмотря на критику за редукционизм/переупрощение, сказав:
В книге «Мозг рассказывает» Рамачандран обсуждает огромный спектр синдромов и тем. Он пишет в целом доходчиво, очаровательно и информативно, с большим количеством юмора, чтобы облегчить груз латинских изысканий о мозге. Он является лидером в своей области и, безусловно, гениальным и неутомимым исследователем. Это лучшая книга такого рода, которую я встречал, с точки зрения научной строгости, общего интереса и ясности — хотя для непосвященных некоторые из них будут тяжеловаты.
Философ Раймонд Таллис высоко оценил книгу в The Wall Street Journal, но посетовал, что Рамачандран не смог предоставить исследования, необходимые для подтверждения некоторых из его теорий, заключив:
Пока мы не проясним первые аспекты человеческого сознания — в частности, бытия от первого лица — претензии на продвижение нашего понимания его высших уровней и великого здания цивилизации путем заглядывания во внутричерепную тьму не выдержат даже самого беглого изучения. …Книга «Мозг рассказывает», хотя и написана увлекательно и часто захватывающе, напоминает нам, как мало у нас оснований отдавать предпочтение тому, что говорят нам нейроученые о том, что делает нас людьми, перед свидетельствами романистов, поэтов, социальных работников или философов.
Николас Шекспир писал в газете The Daily Telegraph:
Рамачандран блуждает по интригующим нейронным путям, делая паузы, чтобы исследовать странные нарушения, но он оставляет впечатление исследователя, который ещё не покинул берега. Кроме того, он, похоже, не до конца осознает, что в глубине этого огромного континента, который он исследует, может идти война. Его книга периодически захватывает, но не является важной, как «Мастер и его эмиссар» Иэна МакГилкриста, прошлогоднее магическое исследование о двух противоположных полушариях мозга…
В статье в журнале American Scientist Саймон Барон-Коэн отметил, что книга показалась ему интересной и увлекательной, но большую часть своей рецензии он посвятил сомнению в обоснованности взглядов Рамачандрана на зеркальные нейроны и теорию «разбитого зеркала» при аутизме, сказав, например:
Существуют также клинические и экспериментальные причины для скептического отношения к теории «разбитого зеркала» аутизма… В качестве объяснения аутизма теория разбитого зеркала предлагает некоторые дразнящие подсказки; однако некоторые проблематичные контрдоказательства ставят под сомнение теорию и особенно её масштабы.